# 斯坦齊涅 (諾維布格區)
47°41′18″N 32°34′33″E / 47.68833°N 32.57583°E
斯坦齊涅（烏克蘭語：Станційне），是烏克蘭的村落，位於該國南部尼古拉耶夫州，由巴什坦卡區負責管轄，始建於1532年，面積2.25平方公里，海拔高度93米，2001年人口1,532，人口密度每平方公里680.9人。